# Liste der Einträge im National Register of Historic Places im Garfield County (Washington)
Diese Liste der Einträge im National Register of Historic Places im Garfield County (Washington) enthält alle im Garfield County, Washington in das National Register of Historic Places eingetragenen Gebäude, Bauwerke, Objekte, Stätten oder historischen Distrikte.
Diese Liste entspricht dem Bearbeitungsstand des National Park Service/National Register of Historic Places vom 16. August 2024.

## Legende
| NRHP | Historic Place             |
| HD   | National Historic District |

## Aktuelle Einträge
| [ 2 ] | Name                               | Bild                               | Eintragsdatum                 | Lage | Ort     | Beschreibung |
| ----- | ---------------------------------- | ---------------------------------- | ----------------------------- | --- | ------- | ------------ |
| 1     | Downtown Pomeroy Historic District | weitere Bilder                     | 21. Aug. 2003 ID-Nr. 03000811 | zwischen der Main St., der Tenth St. und Ninth St., der Columbia St. und Sixth St. 46° 28′ 28″ N, 117° 35′ 56″ W | Pomeroy |              |
| 2     | Garfield County Courthouse         | Garfield County Courthouse         | 24. Juli 1974 ID-Nr. 74001951 | 8th and Main Sts. 46° 28′ 30″ N, 117° 36′ 3,9″ W                                                                 | Pomeroy |              |
| 3     | Lewis and Clark Trail-Travois Road | Lewis and Clark Trail-Travois Road | 11. Jan. 1974 ID-Nr. 74001952 | östlich von Pomeroy, U.S. 12 46° 27′ 52″ N, 117° 28′ 23″ W                                                       | Pomeroy |              |